# Atagün Yalçınkaya
Atagün Yalçınkaya (n. 14 decembrie 1986, Altındağ⁠(d), Ankara (il), Turcia) este un boxer ce a reprezentat Turcia, medaliat olimpic. A participat la o ediție a Jocurilor Olimpice (2004) în care a câștigat o medalie de argint.

## Participări
Lista de mai jos prezintă principalele competiții la care a participat Atagün Yalçınkaya de-a lungul carierei.
- boxing at the 2004 Summer Olympics – light flyweight[*]